# Diagrama de caja

Del experimento de Michelson y Morley.

Un diagrama de caja (también, diagrama de caja y bigotes o box plot) es un método estandarizado para representar gráficamente una serie de datos numéricos a través de sus cuartiles. De esta manera, se muestran a simple vista la mediana y los cuartiles de los datos, y también pueden representarse sus valores atípicos. Conviene recordar que se utilizan las bisagras de Tukey, y no los cuartiles, a la hora de dibujar la caja del gráfico, aunque los resultados son semejantes en muestras grandes.

## Tipos de variables que se necesitan
Discretas y Continuas.

## Componentes del diagrama de caja

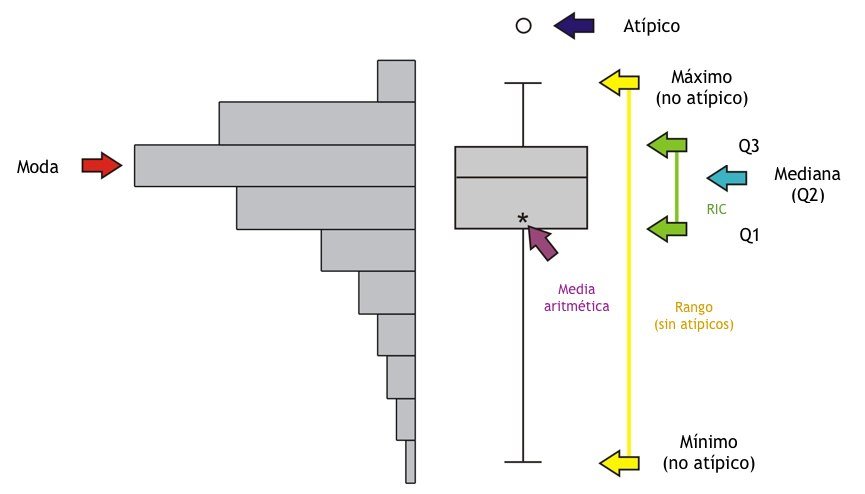
Componentes del diagrama de caja

El diagrama de caja incluye los siguientes elementos:
- rango (sin datos atípicos)
- datos atípicos
- rango intercuartil (también conocido como RIC)
- cuartiles (Q1, Q2 y Q3)
- mediana (Q2)
- mínimo y máximo

## Elaboración manual del diagrama de caja
Para la elaboración de manera manual de este tipo de gráfico, primero se obtiene la media de cada intervalo, y luego la mediana de la tabla de frecuencias en general. Con estos datos, se utiliza la fórmula de la media de cada intervalo elevado a la mediana. Los datos obtenidos en esta fórmula son la interpretación.
```
                            +-----+-+    
  *       o     |-----------|     | |---|
                            +-----+-+    
                                         
+---+---+---+---+---+---+---+---+---+---+---+---+---+---+---+
0   1   2       4   5       7       9   10      12          15
```

- Ordenar los datos y obtener el valor mínimo, el máximo, los cuartiles Q1, Q2 y Q3 y el rango intercuartílico (RIC):

En el ejemplo, para trazar la caja:
- Valor 7: es el Q1 (25% de los datos)
- Valor 8.5: es el Q2 o mediana (el 50% de los datos)
- Valor 9: es el Q3 (75% de los datos)
- Rango intercuartílico (Q3–Q1)

- Los «bigotes», las líneas que se extienden desde la caja, se extienden hasta los valores máximo y mínimo de la serie o hasta 1,5 veces el RIC.

Cuando los datos se extienden más allá de esto, significa que hay valores atípicos en la serie y entonces hay que calcular los límites superior e inferior, Li y Ls.
Para ello, se consideran atípicos los valores inferiores a Q1–1.5·RIC o superiores a Q3+1.5·RIC.
En el ejemplo:
- inferior: 7–1.5·2 = 4
- superior: 9+1.5·2 = 12

Ahora se buscan los últimos valores que no son atípicos, que serán los extremos de los bigotes.
- En el ejemplo: 4 y 10

- Marcar como atípicos todos los datos que están fuera del intervalo (Li, Ls).

En el ejemplo: 0,5 y 2,5
- Además, se pueden considerar valores extremadamente atípicos aquellos que exceden Q1–3·RIC o Q3+3·RIC.

De modo que, en el ejemplo:
- inferior: 7–3·2 = 1
- superior: 9+3·2 = 15

## Utilidad
- Proporcionan una visión general de la simetría de la distribución de los datos; si la mediana no está en el centro del rectángulo, la distribución no es simétrica.
- Son útiles para ver la presencia de valores atípicos también llamados outliers.
- Pertenece a las herramientas de la estadística descriptiva. Permite ver cómo es la dispersión de los puntos con la mediana, los percentiles 25 y 75 y los valores máximos y mínimos.
- Ponen en una sola dimensión los datos de un histograma, facilitando así el análisis de la información al detectar que el 50 % de la población está en los límites de la caja.